# Mario Sergio (homme politique)
Pour les articles homonymes, voir Mario Sergio et Sergio.
Mario Sergio (né le 28 juillet 1940) est un homme politique canadien de l'Ontario. Il est député provincial libéral de la circonscription ontarienne de Yorkview de 1995 à 1999 et de York-Ouest de 1999 à 2018.

## Biographie
Né en Calabre en Italie, Sergio étudie dans une école technique en Italie et travaille comme agent immobilier avant de s'établir au Canada. Il ouvre sa propre firme d'assurance en 1961, ainsi qu'une firme d'agent immobilier en 1968.

## Politique

### Municipal
Élu au conseil municipal de North York en 1978 et y demeure jusqu'en 1995. Il sert également au conseil de la Communauté urbaine de Toronto de 1985 à 1988 et comme membre du comité du conseil d'aménagement de North York pendant 14 ans.

### Provincial
Élu en 1995 et réélu en 1999, 2003, 2007, 2011 et en 2014, il annonce en juillet 2017 ne pas vouloir se représenter pour l'élection de 2018.
Après 1999, il est whip et critique de l'opposition en matière de Petites entreprises. Réélu avec les Libéraux au pouvoir en 2003, il est assistant parlementaire du ministres des Consommateurs et Petites entreprises (2003-2004), du ministre responsable des Ainés (2005-2007) et du ministre des Affaires municipales et de l'Habitation (2006-2010, 2011-2013).
En 2013, Sergio entre au cabinet à titre de ministre sans portefeuille avec la responsabilité des Ainés. Il quitte le cabinet lors d'un remaniement ministériel en juin 2016.